# Hagens småvatten
Hagens småvatten är en sjö i Lilla Edets kommun i Bohuslän och ingår i Göta älvs huvudavrinningsområde.
Hagens småvatten ligger i Valdalssjön och Hagens småvatten Natura 2000-område, men ingår inte i Valdalsbergens naturreservat, som i övrigt i huvudsak sammanfaller med detta Natura 2000-område.